# Carex strictiformis
Carex strictiformis är en halvgräsart som beskrevs av Sigfrid Oskar Immanuel Almquist. Carex strictiformis ingår i släktet starrar, och familjen halvgräs. Inga underarter finns listade i Catalogue of Life.